# Algama
Algama – rzeka w azjatyckiej części Rosji, dopływ rzeki Gonam. Długość: 426 km, powierzchnia dorzecza 21 500 km². Źródła w Paśmie Stanowym.